# 豪恩斯菲爾德 (紐約州)
豪恩斯菲爾德（英語：Hounsfield）是一個位於美國紐約州傑佛遜縣的鎮。

## 人口
根據2020年美國人口普查的數據，豪恩斯菲爾德的面積為311.88平方千米，當中陸地面積為126.74平方千米，而水域面積為185.13平方千米。當地共有人口3281人，而人口密度為每平方千米11人。